# ViewSonic
ViewSonic Corporation è un produttore e fornitore statunitense di tecnologia visuale, di monitor a tubo catodico, schermi a cristalli liquidi e al plasma, proiettori, tecnologia HDTV, prodotti mobile, e computer.
Nacque nel 1987 come Keypoint Technology Corporation.
Nel 1990 nasce la linea di monitor ViewSonic.